# With
WITH – ósmy japoński album studyjny południowokoreańskiej grupy TVXQ, wydany 17 grudnia 2014 roku przez Avex Trax. Ukazał się w czterech edycjach: CD, dwóch CD+DVD (Type A i Type B) oraz „Bigeast”. Album osiągnął 1 pozycję w rankingu Oricon i pozostał na liście przez 18 tygodni, sprzedał się w nakładzie ponad 260 554 egzemplarzy w Japonii.
Album zdobył status platynowej płyty.

## Lista utworów
| CD  | CD                                       | CD             | CD                                                                             | CD                                               | CD      |
| Nr  | Tytuł utworu                             | Tekst          | Kompozycja                                                                     | Aranżacja                                        | Długość |
| --- | ---------------------------------------- | -------------- | ------------------------------------------------------------------------------ | ------------------------------------------------ | ------- |
| 1.  | „Refuse to lose ~Introduction~”          | H.U.B.         | Philippe-Marc Anquetil, Christopher Lee-Joe, Danny Lattouf, Martin Scott Carre | Takegami Yoshinari                               | 2:40    |
| 2.  | „Spinning”                               | H.U.B.         | Lubo Slavicek, Katerina Bramley, Ninos Hanna                                   | Takegami Yoshinari                               | 3:59    |
| 3.  | „Believe In U”                           | Shinjirō Inoue | Shinjirō Inoue                                                                 | Shinjirō Inoue                                   | 4:39    |
| 4.  | „SURISURI [Spellbound]”                  | H.U.B.         | Yoo Young-jin                                                                  | Yoo Young-jin                                    | 4:31    |
| 5.  | „Time Works Wonders”                     | Shinjirō Inoue | Peter Gordeno, Jamie Hartman                                                   | Takegami Yoshinari                               | 3:52    |
| 6.  | „DIRT”                                   | H.U.B.         | Chris Wahle, Andreas Ohrn                                                      | Chris Wahle, Andreas Ohrn                        | 2:45    |
| 7.  | „I just can’t quit myself”               | Shinjirō Inoue | Simon Westbrook, Jamie Sellers, James Winchester                               | Simon Westbrook, Jamie Sellers, James Winchester | 3:32    |
| 8.  | „Chandelier”                             | H.U.B.         | Matthew Tishler, Andrew Underberg                                              | Matthew Tishler, Andrew Underberg                | 4:12    |
| 9.  | „Baby, don’t cry”                        | H.U.B.         | Fredrik Jernberg, Erik Lidbom, Hide Nakamura                                   | Daisuke Kadowaki                                 | 3:43    |
| 10. | „Answer”                                 | H.U.B.         | UTA, Hiro, SUNNY BOY                                                           | UTA, Hiro, SUNNY BOY                             | 3:47    |
| 11. | „Calling”                                | Shinjirō Inoue | Takashi Iioka                                                                  | Shinjirō Inoue                                   | 4:23    |
| 12. | „Sweat”                                  | H.U.B.         | Hanif Sabzevari, Kevin Borg, Nicklas Eklund                                    | Hanif Sabzevari, Kevin Borg, Nicklas Eklund      | 3:33    |
| 13. | „Special One”                            | H.U.B.         | Andreas Oberg, Caesar & Loui, Olof Lindskog                                    | Kazuhiko Murase                                  | 3:43    |
| 14. | „With Love”                              | Shinjirō Inoue | Shinjirō Inoue                                                                 | Shinjirō Inoue                                   | 5:56    |
| 15. | „Christmas is loving” (CD Only)          | H.U.B.         | Jordan Baum, Michael McNAmara                                                  | Jordan Baum, Michael McNAmara                    | 2:11    |
| 16. | „Refuse to lose ~Full Version” (CD Only) | H.U.B.         | Philippe-Marc Anquetil, Christopher Lee-Joe, Danny Lattouf, Martin Scott Carre | Takegami Yoshinari                               | 3:09    |

| DVD (wersja A) | DVD (wersja A)                                                   | DVD (wersja A) |
| Nr             | Tytuł utworu                                                     | Długość        |
| -------------- | ---------------------------------------------------------------- | -------------- |
| 1.             | „Sweat” (Music Clip)                                             |                |
| 2.             | „Time Works Wonders” (Music Clip)                                |                |
| 3.             | „Spinning” (Music Clip)                                          |                |
| 4.             | „Chandelier” (Music Clip)                                        |                |
| 5.             | „Sweat” (Dance Version)                                          |                |
| 6.             | „Time Works Wonders” (Sand Art Version)                          |                |
| 7.             | „SURISURI [Spellbound]” (a-nation 2014 stadium fes. (Live Clip)) |                |
| 8.             | „SCREAM” (a-nation 2014 stadium fes. (Live Clip))                |                |
| 9.             | „I love you” (a-nation 2014 stadium fes. (Live Clip))            |                |
| 10.            | „Something” (a-nation 2014 stadium fes. (Live Clip))             |                |
| 11.            | „Sweat” (a-nation 2014 stadium fes. (Live Clip))                 |                |
| 12.            | „Summer Dream” (a-nation 2014 stadium fes. (Live Clip))          |                |
| 13.            | „OCEAN” (a-nation 2014 stadium fes. (Live Clip))                 |                |

| DVD (wersja B) | DVD (wersja B)                                                      | DVD (wersja B) |
| Nr             | Tytuł utworu                                                        | Długość        |
| -------------- | ------------------------------------------------------------------- | -------------- |
| 1.             | „Spinning” (Off Shot Movie)                                         |                |
| 2.             | „Chandelier” (Off Shot Movie)                                       |                |
| 3.             | „Album Jacket satsuei” (jap. Album ジャケット撮影) (Off Shot Movie) |                |
| 4.             | „I love you (LIVE TOUR 2014 〜TREE〜 Documentary Film”              |                |

## Notowania
| Lista                            | Pozycja |
| -------------------------------- | ------- |
| Oricon Weekly Albums Chart       | 1       |
| Oricon Yearly Albums Chart       | 15      |
| Billboard Japan Top Albums Sales | 1       |
| Gaon Album Chart                 | 7       |